# Base Aérea General Cesáreo Berisso
La Base Aérea  General Cesáreo Berisso es una base aérea de la Fuerza Aérea Uruguaya. Comparte sus pistas con el Aeropuerto Internacional de Carrasco ubicado en la Ciudad de la Costa, en el departamento de Canelones al sur de Uruguay. Lleva el nombre de Cesáreo Leonardo Berisso, pionero de la aviación del país.

## Historia
La Base Aérea comenzó a construirse en el año 1940, luego de que una comisión decidiese que en dicho predio próximo al barrio de Carrasco, se construyera la Base Aérea y el primer Aeropuerto de Carrasco. 

## Organización
En esta base se encuentra una de las tres brigadas aéreas de la Fuerza Aérea, la Brigada Aérea I, creada el 1 de abril de 1936 como Aeronáutica N.º1. (fecha en la que fueron adjudicados ocho aeroplanos Potez 25).
Dentro de esta brigada, funciona la Oficina Central de Ayudantía y el Centro Coordinador de Rescate de Carrasco. También incluye el Escuadrón N.º 3 de Transporte y al Escuadrón N.º 5 de Helicópteros.

## Otras instituciones
Dentro del predio de la base se encuentra el Museo Aeronáutico Jaime Meregalli con un hangar para aeronaves expuestas estáticamente, además de una exposición de material histórico de la aviación.